# 小雪 (日本演員)
小雪（こゆき，1976年12月18日—），日本女演員，出生於神奈川縣座間市，舊姓加藤。2003年，演出偶像劇《寵物情人》劇中女主角嚴谷スミレ一角而使知名度大增。

## 經歷
- 1976年12月18日出生于神奈川县座間市。
- 1995年，他申请了时尚杂志《non-no》的读者模特，并成为该杂志的独家模特。后来，他去了一所护士学校，但辍学专心从事模特事业。
- 在2003年時出演了TBS電視劇《寵物情人（日语：きみはペット）》，劇中与松本润、石原聪美合作，提高了知名度；在日本获得了很高的人气。在同年上映的美国电影《末代武士》中饰演女主角，大放异彩。之后，他将作为向导（主持人）出现在第75届奥斯卡颁奖典礼上。
- 2004年，他接连获得第28届Elan d'or Award新人奖、第12届桥田奖新人奖、第17届日刊体育电影奖女主角奖。此外，他还是第一位被任命为李维斯形象角色的日本女演员。同年，被指定为松下“VIERA”和Max Factor“SK-II”的电视广告。同年，在电视剧《我和她們的生存之道（日语：僕と彼女と彼女の生きる道）》（富士电视台）中饰演女主角。
- 2011年4月，與演員松山研一結婚。2012年1月5日，長子出生，比預產期早18天。2013年1月10日，女兒在日本出生。她在日本生下了第二个孩子。

## 人物
- 她本名叫作「小雪」，名字的由來為出生當天，即下著雪且擁有雪白的膚色，加上這個名字是父母尊敬的人所賜予的姓名，所以取名為小雪。
- 日本可口可樂公司「爽健美茶」，蜜絲佛陀「SK-II」，三得利「角瓶」等多数廣告出演。

## 作品

### 電影
- 2000年：《繼續》
- 2001年：《惹鬼回路》
- 2003年：《末代武士》
- 2005年：《永遠的三丁目的夕陽》
- 2007年：《鬼太郎》
- 2007年：《永遠的三丁目的夕陽2》
- 2008年：《血戰：最後的吸血鬼》
- 2009年：《我來買單》
- 2009年：《卡姆依外傳》
- 2010年：《阿信 炭坑町小夜曲》
- 2011年：《泡吧偵探》
- 2012年：《永遠的三丁目的夕陽 64年》
- 2015年：《杉原千畝》

### 電視劇
- 1999年：《戀愛結婚法則》（富士電視台） - 林遙
- 2000年：《伝説の教師》 （日本電視台、第9話） - 斎藤アヤ
- 2000年：《美麗人生》（TBS系） - さつき
- 2000年：《池袋西口公園》（TBS系） - 松井加奈
- 2000年：《攪嘢辦公室》第1.2.8.9話（富士電視台）
- 2001年：《女婿大人》 第5話（富士電視台） - 遠山千鶴
- 2001年：《西洋骨董洋果子店》（富士電視台） - 飯塚桃子
- 2002年：《天體觀測》（富士電視台） - 澤村美冬
- 2002年：《心理醫恭介》第8話（日本電視台） - 東条麗子
- 2003年：《寵物情人（日语：きみはペット）》（TBS系） - 嚴谷スミレ
- 2004年：《我和她們的生存之道（日语：僕と彼女と彼女の生きる道）》（富士電視台） - 北島ゆら
- 2004年：《我和她們的生存之道（日语：僕と彼女と彼女の生きる道）特別版》（富士電視台）
- 2005年：《飆風引擎》（富士電視台） - 水越朋美
- 2008年：《佐佐木之戰》（TBS系） - 佐佐木律子
- 2009年：《MR.BRAIN》（TBS系、第2話） - 宮瀨久美子
- 2009年：《不毛地帶》 (富士電視台)  - 秋津千里
- 2010年：《自戀刑警》（TBS系、第6話） - 萩尾ゆみ
- 2013年：《女信長》 (富士電視台)  - 御濃
- 2013年：《Legal high II》（富士電視台） - 安藤貴和
- 2016年：《Fragile》（富士電視台） - 細木圓
- 2017年：《大貧乏（日语：大貧乏）》（富士電視台） - 七草 ゆず子-主演
- 2019年：《AV帝王》（NETFLEX） - 佐原加代
- 2023年：《相撲聖域》（NETFLEX）- 熊田花
- 2024年：《Sky Castle》（朝日電視台）- 九條彩香
- 2025年：《醫師阿修羅》 (富士電視台)  - 六道直美（六道ナオミ）
- 2025年：《幸福的婚姻》（朝日電視台、第1話） - 內藤翼（内藤つばさ）

## 奖项
| 年份   | 大賞名稱                               | 獎項             | 作品                   |
| ------ | -------------------------------------- | ---------------- | ---------------------- |
| 1995年 | non-no専属模特兒面試會                 | 優勝             |                        |
| 2002年 | 第3回ベストフォーマリスト              | 女性部門         |                        |
| 2004年 | 第28回黃金飛翔獎                       | 新人獎           | 《寵物情人》           |
| 2004年 | 第12回橋田獎                           | 新人獎           | 《寵物情人》           |
| 2004年 | 第7回日刊體育日劇大賞                  | 最佳女配角       | 《我和她們的生存之道》 |
| 2004年 | 第1回TVnavi日劇年度大賞2004            | 最佳女配角       | 《我和她們的生存之道》 |
| 2004年 | 第17回日刊體育電影大獎                 | 主演女優奖       | 《嗤笑伊右衛門》       |
| 2005年 | 第45回日劇學院賞                       | 最佳女配角       | 《飆風引擎》           |
| 2006年 | 第17回日本ジュエリーベストドレッサー賞 | 20代部門         |                        |
| 2006年 | 第29屆日本電影學院獎                   | 最優秀主演女優奖 | 《永遠的三丁目的夕陽》 |
| 2009年 | ウイスキー・ラバーズ・アワード2009     |                  |                        |
| 2010年 | 2010年フォーエバーマーク賞             |                  |                        |
| 2019年 | 第3回HUBLOT LOVES WOMEN AWARD2019      |                  |                        |
| 2019年 | 第4回ブルガリ アウローラ アワード2019  |                  |                        |

## 外部連結
- 官方網站 （页面存档备份，存于）
- 原事務所的官方檔案
- koyuki在互联网电影资料库（IMDb）上的資料（英文）